# Wszystko czego pragniesz
Wszystko, czego pragniesz (Everything You Want) – amerykańska komedia romantyczna z 2005 roku w reżyserii Ryana Little’a.

## Obsada
- Nick Zano jako Quinn Andrews
- Shiri Appleby jako Abby Morrison
- Orlando Seale jako Sy
- Alexandra Holden jako Jessica Lindstrom
- Will Friedle jako Calvin Dillwaller
- Scott Wilkinson jako George Morrison
- Edie McClurg jako Mary Louise Morrison
- K.C. Clyde jako Ryan Sanders
- Frank Gerrish jako klient
- Mark Hales jako pracownik księgarni
- Ben Gourley jako David
- Michael Birkeland jako student
- Brian Peck jako oficer korporacji

## Fabuła
Lekka komedia romantyczna. Pokazuje nam, że w życiu nie można mieć wszystkiego i ciągle musimy podejmować decyzje, które mają wpływ na dalsze życie. Główna bohaterka Abby artystka i karierowiczka, staje nagle przed problemem wyboru miłości swojego życia. Waha się między obecnym chłopakiem Sy'em a nowo poznanym kuzynem przyjaciółki – Quinnem (Nick Zano).